# Qapik Attagutsiak
Qapik Attagutsiak (Nunavut, 11 de junho de 1920 – Ottawa, 14 de dezembro de 2023) foi o último sobrevivente conhecido do esforço de guerra nas comunidades Inuit durante a Segunda Guerra Mundial, particularmente o esforço para coletar ossos e carcaças de animais para o esforço de munições dos Aliados.

## Início da vida
Attagutsiak nasceu em Siuraq, perto de Igluligaarjuk e Coral Harbour, na região de Kivalliq onde hoje é Nunavut, Canadá. Seu pai, Quliktalik, era um caçador, e sua mãe, Pakak, uma costureira. Começou a aprender obstetrícia com a mãe aos 10 anos, tornando-se parteira aos 18 e, posteriormente, trabalhando como costureira. Ela se casou com um homem chamado Attagutsiak, que se tornou um dos primeiros membros dos Rangers canadenses em 1947. Qapik teve 14 filhos com seu marido Attagutsiak, o primeiro dos quais nasceu em 1939, e ela adotou mais dois após a morte de seu marido em 1984.

## Esforços de guerra
Attagutsiak tinha 20 anos quando as notícias da Segunda Guerra Mundial chegaram à sua comunidade em 1940, e ela é agora o último membro sobrevivente conhecido dos esforços Inuit durante a guerra durante a Segunda Guerra Mundial. Durante a Segunda Guerra Mundial, o Governo do Canadá e o Departamento de Munições e Abastecimento instituíram a Lei de Mobilização de Recursos Nacionais, encorajando os cidadãos a resgatar o máximo de resíduos possível, com o objetivo de reaproveitar materiais usados como metal, borracha e papel em munições de guerra. Como esses materiais não eram abundantes no Ártico canadense, em vez disso, as comunidades Inuit começaram a coletar ossos e carcaças de animais para serem enviados a cidades industriais e portos para uso na campanha de munições em andamento. Um centro dos esforços de coleta de ossos e carcaças foi um acampamento de caça na primavera em uma ilha chamada Qaipsunik, perto de Igloolik na atual Nunavut. Os membros do campo coletaram cerca de três sacos de ossos de animais e carcaças por dia de 1940 a 1945, onde cada saco pesava cerca de 125 libras. As sacolas foram embaladas por membros mais velhos da comunidade e, em seguida, as rotas de transporte existentes da Hudson's Bay Company para transportar as malas para portos do sul do Canadá em cidades como Montreal e Halifax, onde os materiais foram processados em munição, cola para aeronaves, ou fertilizante para o esforço de guerra canadense.

## Reconhecimento
Em 2012, Attagutsiak recebeu a Medalha Jubileu de Diamante da Rainha Elizabeth II, que é concedida "para homenagear contribuições e realizações significativas dos canadenses". Em janeiro de 2020, uma cerimônia em Gatineau foi organizada pela Parks Canada e pelas Forças Armadas Canadenses no Museu Canadense de História para homenagear as contribuições de Attagutsiak como o único representante sobrevivente conhecido dos esforços de guerra pelas comunidades Inuit durante a Segunda Guerra Mundial. Jonathan Wilkinson, Ministro do Meio Ambiente e Mudanças Climáticas e Ministro responsável pela Parks Canada, a nomeou um dos Heróis da Cidade Natal da Parks Canada.
Attagutsiak também foi reconhecida por seu trabalho como profissional de saúde. A Parks Canada atribuiu a Attagutsiak o papel de "instrumental em ajudar a estabelecer a Equipe de Saúde Familiar Inuit Akausivik - Centro Médico em Ottawa" na qualidade de parteira. Ela também contribuiu para estudos acadêmicos de promoção da saúde e o uso de tecnologia para melhorar os resultados de saúde entre os inuítes que vivem nas cidades.
Attagutsiak foi por vários anos o ancião mais velho da Baía Ártica, e foi chamado de "ancião reverenciado" no Nunatsiaq News. Em 2014, uma foto de Clare Kines que documentou o estilo de vida tradicional de Attagutsiak foi finalista no Concurso Internacional de Fotografia do Global Arctic Awards e foi exibida internacionalmente.

## Morte
Qapik morreu no dia 14 de dezembro de 2023, aos 103 anos.